# 宮崎県道423号三股停車場線
宮崎県道423号三股停車場線（みやざきけんどう423ごう みまたていしゃじょうせん）は、宮崎県北諸県郡三股町を通る一般県道である。

## 概要
JR九州日豊本線 三股駅前から北諸県郡三股町大字樺山に至る。1959年（昭和34年）6月1日に今町東都城停車場線として路線認定され、その後今町三股停車場線に路線名が変更され、一部区間が主要地方道である宮崎県道12号都城東環状線に指定されたことに伴い、1994年（平成6年）4月1日に今町三股停車場線を廃止して、同日、三股停車場線を認定した。

### 路線データ
- 起点：北諸県郡三股町大字樺山（JR九州日豊本線 三股駅前）
- 終点：北諸県郡三股町大字樺山（三股町武道館前交差点、宮崎県道12号都城東環状線・宮崎県道33号都城北郷線交点）

## 歴史
- 1959年（昭和34年）6月1日 - 一部区間が「今町東都城停車場線」として、宮崎県告示第226号[1]により路線認定される。当時の整理番号は28。
- 1993年（平成5年）5月11日 - 建設省から、県道今町三股停車場線の一部を都城東環状線として主要地方道に指定される[4]。
- 1994年（平成6年）4月1日
  - 宮崎県道423号今町三股停車場線が、宮崎県告示第414号[2]により路線廃止となる。
  - 現在の路線が、宮崎県告示第413号[3]により路線認定される。

## 地理

### 通過する自治体
- 宮崎県
  - 北諸県郡三股町

### 交差する道路
| 交差する道路                                    | 交差する場所 | 交差する場所                |
| ----------------------------------------------- | ------------ | --------------------------- |
| 宮崎県道12号都城東環状線 宮崎県道33号都城北郷線 | 大字樺山     | 三股町武道館前交差点 / 終点 |

### 沿線
- JR九州日豊本線 三股駅